# Platyspathius pyrene
Platyspathius pyrene är en stekelart som beskrevs av Nixon 1943. Platyspathius pyrene ingår i släktet Platyspathius och familjen bracksteklar. Inga underarter finns listade i Catalogue of Life.